# Шейхзаде
Шейхзаде (работал в Герате в 1520—1530 гг., и в Бухаре в 1530—1560 гг.) — персидский художник.
Свою карьеру Шейхзаде начал в Герате, городе, который в XV—XVI веках был одним из крупнейших интеллектуальных центров мусульманского Востока. Его имя упоминается только у одного хрониста исламского искусства — османского историка XVI века Мустафы Али. Али сообщает о Шейхзаде, что тот родом из Хорасана, и является учеником прославленного художника Бехзада. Единственная подписанная Шейхзаде работа  — это миниатюра с изображением «Случая в мечети» из списка «Дивана» (сборника стихов) поэта Хафиза, работа над которым велась в 1526—1527 годах (в настоящее время этот манускрипт разделён на две части, одна хранится в Кембридже, музей Саклера, вторая в музее Метрополитен, Нью-Йорк). Основываясь на этом произведении, исследователи, в частности Стьюарт Кэри Уэлч, предполагают, что первую половину своей жизни Шейхзаде провёл в Герате, и приписывают  ему ещё одну миниатюру в этом манускрипте, «Игра в поло». Кроме того, руку Шейхзаде  исследователи усматривают в 14 из 15 миниатюр «Хамсе» (Пять поэм) Низами (1524—1525 гг., Нью-Йорк, музей Метрополитен), и в четырёх из пяти иллюстраций «Дивана» (сборника стихов) Алишера Навои (1553 г., Париж, Национальная библиотека). 
В 1529 году Герат был осаждён и захвачен бухарским султаном из династии шейбанидов Убайдулла-ханом, и часть сотрудников гератской китабхане, среди которых, кроме художника Шейхзаде, оказался и прославленный каллиграф Мир Али, были увезены в Бухару. Это был уже не первый в истории переезд в Бухару гератских мастеров, и, как и ранее, он положительно сказался на бухарской живописной школе. От этого периода в творчестве Шейхзаде до наших дней дошёл  манускрипт «Хафт манзар» (Семь павильонов) поэта Хатифи (1538 г. Вашингтон, Галерея Фрир), в иллюстрировании которого он принял  участие. Рукопись была создана для Абдулазиз-хана, четвёртого правителя Бухарского ханства из династии шейбанидов, большого любителя и покровителя искусств. В миниатюре «Бахрам Гур в чёрном павильоне» из этого манускрипта архитектурные элементы композиции буквально скопированы с миниатюры «Случай в мечети», созданной Шейхзаде ранее. 
Некоторые исследователи предполагают также, что превосходный «Портрет суфийского дервиша» из музея Метрополитен, также принадлежит его кисти, однако далеко не все с этой трактовкой согласны. Исследователь творчества Бехзада Э. Бахари приводит достаточно убедительные аргументы в пользу того, что Шейхзаде и художник Махмуд Музаххиб, работавший в Бухаре в 1530—1550 годы  — это одно и то же лицо. Махмуд Музаххиб был каллиграфом, иллюминатором и художником, а его учеником был известный бухарский художник Абдулла.  
Наряду с такими художниками как Касим Али, Ага Мирек, и Музаффар Али, Шейхзаде принадлежал к блестящей плеяде мастеров — последователей Бехзада, развивавших далее искусство своего учителя.